# Johann Michael Lorenz
 Johann Michael Lorenz (* 31. Mai 1723 in Straßburg; † 2. April 1801 ebenda) war ein deutscher Historiker, Hochschullehrer für Philosophie, Jurist und Bibliothekar.

## Leben
Johann Michael Lorenz war ein Sohn des gleichnamigen Straßburger Pfarrers und Theologieprofessors (1692–1752) und seiner Ehefrau Anna Maria Hempel (1697–1773). Sein jüngerer Bruder Siegmund Friedrich Lorenz (1727–1783) war Theologieprofessor in Straßburg, Lehrer des Jeremias Jakob Oberlin und Führer des Straßburger Pietismus.
1760 heiratete Johann Michael Christina Salome Beck, Witwe des Medizinprofessors Philipp Heinrich Bökler.
Bereits als 13-Jähriger begann er ein Studium der Geschichte und Rechtswissenschaften an der Universität Straßburg, wo er 1748 bei Professor Johann Georg Scherz mit der Dissertation „De antiquo coronae Galliae et Carolingorum Franciae regum in regnum Lothringiae jure“  promovierte.
Im Oktober 1749 wurde er auf Empfehlung seines Lehrers Johann Daniel Schöpflin Hofmeister bei den Nassauer Prinzen Karl Wilhelm (1735–1803) und Friedrich August (1738–1816) und begleitete die beiden für drei Jahre an die Universität Utrecht. Nach Deutschland zurückgekehrt, erhielt er einen Ruf als Professor an der Universität Straßburg. Vor dem Antritt dieser Stelle im Sommer 1753 machte er noch eine zweijährige Studienreise durch Frankreich, wo Kontakte mit führenden französischen Gelehrten geknüpft wurden. 1755/1756 übernahm Lorenz zudem die Professur für Rhetorik; in dieser Funktion hielt er seit 1761 die jährliche Festansprache der Universität zu Ehren des französischen Königs.
Im selben Jahr hielt er die Leichenpredigt für Moritz von Sachsen. 1763 wurde er Kanoniker an St. Thomas in Straßburg, wo sein Vater als Pastor tätig war.
Von 1758 an war er Leiter der Universitätsbibliothek und wurde 1771 – nach dem Tode Schöpflins – ordentlicher Professor für Geschichte und führte gemeinsam mit Christoph Wilhelm von Koch und Jeremias Jakob Oberlin das breite und bewährte Lehrprogramm der historischen Disziplinen fort. 1781 hielt er im Namen der Universität die Festrede zur 100-Jahr-Feier der Angliederung Straßburgs an Frankreich.
Die mit der französischen Revolution 1789 eintretenden Veränderungen wurden von Lorenz begrüßt, weil sie die Lage der Protestanten in Frankreich normalisierten.
1794 wurde er inhaftiert, weil er als Festredner der Universität ein „Lobredner der Tyranney“ gewesen sei. Erst nach dem Sturz Robbespierres im Juli 1794 kam er wieder frei.
Lorenz war fest in der lutherischen Tradition seiner Familie verwurzelt und sah im Rationalismus eine Gefahr für die Kirche. Gegenüber Kardinal Garampi, den er seit 1762 kannte, sprach er sich 1785 für eine Annäherung der Konfessionen aus.

## Werke (Auswahl)
- 1748 „De successione in illustriora feuda Franciae, Germaniae, Italiae“ Digitalisat MDZ
- 1753/1754 Mitwirkung bei der Erstellung der „Annales De L'Empire Depuis Charlemagne“ durch Voltaire[4]
- 1762 „Epitome rerum Gallicarum“ (VD18 digital)
- 1769 „Annales Paulini“
- 1772 „Elementa historiae universae usibus auditorum“ (VD18 digital)
- 1776 „Elementa Historiae Germanicae“ (VD18 digital)
- 1789 „Urbis Argentoratus Brevis Historia“ (Digitalisierte Sammlungen Stabi Berlin)
- 1790–1793 „Summa historiae Gallo Francicae“ (digitalisierte Bände MDZ)